# Peter Sasdy
Peter Sasdy (* 27. Mai 1935 in Budapest, Ungarn) ist ein britischer Filmregisseur und Fernsehproduzent ungarischer Herkunft, der im Vereinigten Königreich mehrere Kinofilme inszenierte, unter anderem Wie schmeckt das Blut von Dracula?, Comtesse des Grauens, Hände voller Blut oder Willkommen in der blutigen Stadt.

## Leben und Karriere
Peter Sasdy, geboren 1935 in Ungarn, produzierte verschiedene Episoden von Fernsehserien und führte selbst bei zahlreichen Fernsehfolgen und Kinofilmen Regie, darüber hinaus verfasste er auch ein Drehbuch selbst.
Seine Karriere als Regisseur begann Sasdy Ende der 1950er und Anfang der 1960er Jahre beim britischen Fernsehen, unter anderem mit Episoden für Serien wie Emergency-Ward 10, Harpers West One, oder Folgen der Serie Probation Officer. 1967 inszenierte er vier Folgen für die britische TV-Serie Wuthering Heights, bevor er 1968 zwei Folgen für die Hammer Serie Journey to the Unknown drehte. Die Hammer Studios vertrauten Sasdy daraufhin in den Folgejahren mehrere Kinoproduktionen im Horrorgenre an, darunter die Dracula-Fortsetzung mit Christopher Lee Wie schmeckt das Blut von Dracula?, Comtesse des Grauens mit Ingrid Pitt oder Hände voller Blut. Sasdy konnte sich so für das Kino als B-Movie Regisseur etablieren und daneben war es ihm weiterhin erlaubt, Episoden für das britische Fernsehen zu realisieren. So entstanden Mitte der 1970er Jahre verschiedene Folgen für die Fernsehserie Orson Welles' Great Mysteries oder Ende der 1970er Jahre Episoden zu Simon Templar – Ein Gentleman mit Heiligenschein. Für Hammer inszenierte er in den 80er Jahren jeweils 3 Folgen der Serien Hammer House of Horror (Gefrier-Schocker) und Hammer House of Mystery and Suspense (Vorsicht, Hochspannung!).
In den 1980er Jahren verstärkte er dann auch sein Engagement als Fernsehproduzent, was er bereits zu Beginn der 1960er Jahre kurzzeitig mit Folgen für die Serie Drama 61-67 in Angriff genommen hatte. Mit den beiden Serien Das geheime Tagebuch des Adrian Mole und The Growing Pains of Adrian Mole dehnte er seine Tätigkeit dann auf beide Felder aus, Regie und Produktion.

## Filmografie (Auswahl)

### Filmregisseur
- 1969: Wie schmeckt das Blut von Dracula? (Taste the Blood of Dracula)
- 1971: Comtesse des Grauens (Countess Dracula)
- 1971: Hände voller Blut (Hands of the Ripper)
- 1971: Dr. Jekyll und Sister Hyde (Dr. Jekyll and Sister Hyde)
- 1972: Doomwatch – Insel des Schreckens (Doomwatch)
- 1972: Das Dunkel der Nacht (Nothing but the Night)
- 1972: The Stone Tape (Fernsehfilm)
- 1975: Der Teufel in ihr (I don't Want to be Born)
- 1977: Willkommen in der blutigen Stadt (Welcome to Blood City)
- 1980: Gefrier-Schocker (Hammer House of Horror) – TV-Serie, 3 Episoden: Die Dinner-Party (The Thirteenth Reunion), Alptraum ohne Erwachen (Rude Awakening) und Besucher aus dem Jenseits (Visitor from the Grave)
- 1983: Karriere durch alle Betten (The Lonely Lady)
- 1984: Vorsicht, Hochspannung! (Hammer House of Mystery and Suspense) – TV-Serie, 3 Episoden: Die elektronische Falle (Last Video and Testament), Boten des Todes (The Sweet Scent Of Death) und Der Blutraub (The Late Nancy Irving)

### Drehbuchautor
- 1971: Comtesse des Grauens (Countess Dracula)

### Fernsehproduzent
- 1962–1963: Drama 61-67 (Fernsehserie, 3 Episoden)
- 1985: Das geheime Tagebuch des Adrian Mole (The Secret Diary of Adrian Mole Aged 13¾) (Fernsehserie, 6 Episoden)
- 1987: The Growing Pains of Adrian Mole (Fernsehserie, 6 Episoden)
- 1987: Imaginary Friends (Fernsehminiserie, 3 Episoden)
- 1989: Ending Up (Fernsehfilm)
- 1990: Making News (Fernsehserie, 6 Episoden)